# کالنگ پیروشه
کالنگ پیروشه (به لهستانی:  Kaleń Pierwszy) یک روستا در لهستان است که در گمینا سوبولو واقع شده‌است.